# 兰开夏棉荒

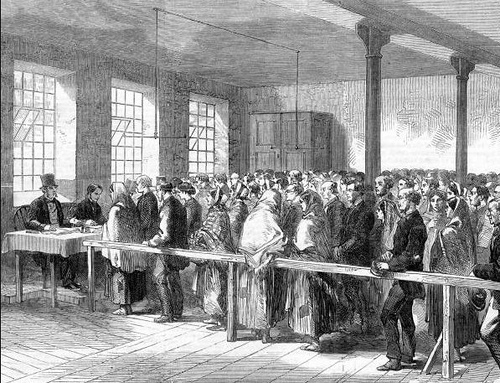
1862年一家报刊报道了兰开夏郡某地区互济会办公室排队等候发放食品和煤票的人们

兰开夏棉荒（又称：棉花危机），这是1861年-1865年间发生在英格兰西北部纺织工业中心兰开夏郡发生的纺织业大萧条。这是由于生产过剩导致了世界市场的疲软，期间又恰好与美国南北战争的爆发，投机商借机在储运过程中囤积新货而导致原棉供应中断这一特殊历史事件交错在一起而发生的经济危机。
1859年和1860年的繁荣时期，生产的机织棉供大于求，造成需要减产。港口的仓库和船坞中积压大量原棉使情况进一步恶化，而市场大量充斥着棉纺成品，导致零售价格暴跌，由此引发对原棉的需求下降。而与此同时，美国内战造成的封锁使原棉进口受阻，原棉价格反而由此上涨了几个百分点。原料供应困难和销售疲软导致兰开夏郡广大的棉纺厂的状况发生了变化。工厂主不愿意再大量购买原棉进行加工，兰开夏郡的大部分地区和周围地区的棉纺行业的工人大量失业，兰开夏郡一个棉花镇中的三分之一家庭接受社会救济，他们从英国最富裕的工人变成了最贫穷的工人。

## 时代背景
19世纪50年代，位于英格兰东北地区的兰开夏郡、德比郡、柴郡的棉纺产业地区处于前所未有的繁荣时期。这些地区生产出来的印花棉布潮水般地涌向美国市场的同时，也开始向具有古老传统棉纺业的印度出口。这期间兰开夏郡地区的人口随着棉纺业的发展，人口几乎增长了一倍。棉纺产业的利润达到了30%以上。到了1860年，这些棉纺产业地区拥有2,650个棉纺厂，所雇佣的产业工人多达40多万人，工人中的成年人为90%，其中女工占56%。该地区棉纺业的年总收入为110万英镑。这些工厂的棉纺机器的总动力为300,000马力（相当于220,000千瓦），其中18,500马力是以水力为动力。这些工厂的设备规模共有3,040万骡机和35万台动力织布机。每年进口原棉1,390万磅（63万吨），出口2.78亿码棉布和19万磅（8,900吨）捻线和纱线。其出口总值为3,200万英镑。
|          | 兰开夏郡 | 柴郡   | 德比郡 |
| -------- | -------- | ------ | ------ |
| 工厂数量 | 1,920    | 200    | 25     |
| 就业人数 | 310,000  | 38,000 | 12,000 |

| 进口国家 | 进口原棉数量(磅) |
| -------- | ---------------- |
| 美国     | 1,115,890,608    |
| 东印度   | 204,141,168      |
| 西印度   | 1,630,784        |
| 巴西     | 17,286,864       |
| 其他     | 52,569,328       |

## 危机爆发
首先在市场供需方面，由于孟买的仓库里积压了大量滞销的布料，造成了供过于求，导致了市场疲软，工厂方面不得不因此缩短工时。另一方面，1861年由于美国爆发了南北战争，美国的棉花种植者们也急于提早出口他们的棉花。到了1861年几乎当年所有的棉花原料全部运抵利物浦以供应棉纺厂。最初，人们以为美国内战不会旷日持久，英国的棉花库存足以应付战争危机。但是随着北方联邦早期在战场上的失利，欧洲观察家清楚地知道了，这场战争不会很快结束。当反对废奴的南方联邦向美国联邦要求分离并于1861年宣战时，最初是由南方实施棉花出口禁运，然后是北方联邦实施的联邦封锁，中断了棉花供应。
美国内战的爆发一举中断了自18世纪80年代以来就存在的全球棉花生产网络。为了迫使得到英国的外交承认，南方联邦政府禁止所有的棉花出口。等到南方联邦意识到这个政策无法得到英国的外交承认之时，北方反而借此有效地封锁了南方大部分的棉花出口。尽管走私活动依然存在，而且大部分走私者也都能成功，封锁的威慑作用却使得大部分运载棉花的船只不再从事南方贸易。为此，南方对欧洲的原棉出口从1860年的380万包减少到1862年的几乎为零。”

## 萧条冲击
到了1862年初，英国的棉纺工厂开始陆续关闭，工人被解雇。
作为棉纺工业的主要地区兰开夏在这次的萧条中，经济受到了重创。首先，由于大批工业失业，导致了人口外流，坦姆赛德是受灾最严重的地区，在1861年和1871年之间，人口出现净流出。一些人去了约克郡，去从事毛纺和精纺行业的工作。萧条也引发了外出移民潮，为了吸引来自英国的移民，轮船公司降低了由英国驶往纽约的船票价格，澳大利亚政府和新西兰政府向英国公民给予了自由通行的便利，到1864年8月已有1,000人移民，其中200的移民人来自格洛索普。
很多小家族企业举步维艰，因为他们的厂房被抵押，工厂停业导致了拖欠房租。这引起了恶性循环，工人失业，拖欠房租；零售店和酒吧间生意萧条；拖欠房租；而很多物业主通常是工厂主。曾经繁荣的工业区，在萧条的冲击下，大批厂房闲置，到了1864年，斯托克波特就有2,000多空厂房，格洛索普有686空房子。除此之外，那些从事服务业的零售商店、酒吧间纷纷关闭。

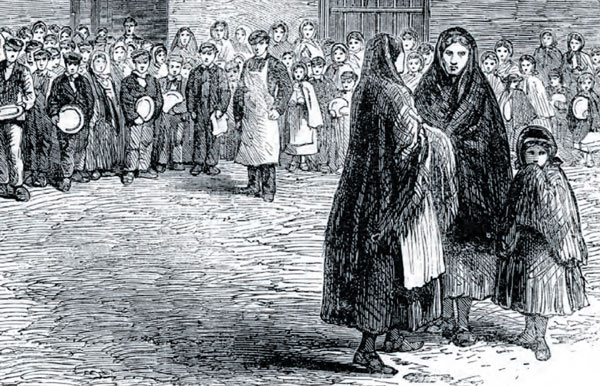
刊登在伦敦新闻画报上有关棉纺业萧条的图片报道

供应减少和价格上涨导致了生产瘫痪。1861年夏末，美国驻英国大使查尔斯·费朗西斯·亚当斯给他的儿子亨利写信说：“这个棉花问题已经开始让人困扰了。”到1862年初，与上年相比，英国棉花进口总量下降了50%多，从美国进口下降了96%，工厂开始每周关闭几天，最后甚至完全关闭。棉花价格比战前水平翻了4倍，因此制造商关闭了商店，成千上万的工人失业。早在1861年11月，兰开夏郡的制造商就已经关闭了6%的工厂，并且三分之二的工厂缩短了工时。到1863年初，兰开夏郡有四分之一的居民（超过50万人）失业，领取某种形式的公共或私人援助。住在兰开夏郡低荒地纺纱厂的织工约翰·奥尼尔（John O’Neil）在他的日记中描述了自己的困境：“伤心和疲倦……难以保住自己的生活。”为了应对这种困境，“失业者” 向内政部递交了请愿书，要求得到救济。
在原料使用方面，兰开夏棉纺厂通常大都使用来自美国的海岛棉，最常见的是使用包括“奥尔良米德林”品牌的短绒棉，但是由于美国内战导致来自美国的原棉供应中断，棉纺工厂不得不转而采用印度苏拉特产的棉花。但是苏拉特棉花由于纤维短且容易断裂，不适合用于机械生产
 ，用苏拉特棉在机器上生产，只能达到以前产量的40%，而生产线的工人又是按照生产数量来领取薪水，这既影响了工效，又降低了工人的收入，一些工厂不得不转行回到传统的毛纺行业。

## 商业投机
制造商被迫关闭了纺织厂，纺纱工和织工失去了工作，然而棉花投机商们却在短暂时间里经历了一个黄金时代。当时，对衡量棉花市场的价格指数是以美国短绒棉品牌“米德林奥尔良（Middling Orleans）”（即：米德林奥尔良行情）命名的，1861年月的棉花市价为每磅7¾d。到了12月，“米德林奥尔良行情（Middling Orleans）”上升为每磅11¾d。投机商人估算市场行情会进一步上涨，从而大举收购和囤积棉花。在1861年，工厂的生产成本的“米德林奥尔良行情（Middling Orleans）”为3¾d，商人收购价是8d。到了1862年10月行情上升了2s.3d，到了第二年行情又上升了2s.5d，据计算，中间商们获得了3,500万英镑的战争意外之财。
棉花价格上涨导致了一阵狂热，“医生、 牧师、律师、妻子和寡妇以及贸易商都开始投机”。棉花运输在交付工厂之前多次在投机者之间易手，每次转手都可以赚取少量利润。巴林兄弟公司在1863年夏天承认：“在这桩商品中所赚的钱和仍在赚取的金额几乎是惊人的；三年多来没有一包棉花从印度运抵，但已经支付了利润，而且利润相当可观。”利物浦棉花经纪人因为市场上存在着许多投机者（导致许多交易）和价格上涨（他们的佣金是价值的一个百分比）而大为获益。1861年，棉花进口总值为3,970万英镑，1864年达到8,400万英镑，尽管数量大大减少。

## 斯泰利布里奇骚动
1862年至1863年冬天，受萧条打击最严重的城镇之一斯泰利布里奇有7,000多人失业。该地区有39家棉纺工厂和24家机械维修店，在萧条的冲击下只有5家企业还在维持雇工。来自世界各地的捐款为救济柴郡和兰开夏郡的棉纺工人提供了救济，有四分之三的史泰德布里奇的工人曾一度靠救济生活。到了1863年，该地区共有750房屋闲置，1,000多男女熟练纺织工在萧条中离开了这个镇子。
1863年，当地救济委员会决定使用救济票证替代现金，票证由当地杂货店提供。3月19日一个公共团体拒绝承诺票证，3月20日救济委员会的官员去13所学校派发票证，结果遭到了拒绝，那些为了抵制票证的人们走上了街头，他们向救济委员会官员的马车投石，又把属于救济会员会成员商店的玻璃窗砸碎。到了晚上，为了平息骚乱，一队轻骑兵从曼彻斯特赶到，并逮捕了80多人。3月21日治安法官释放了大多数被捕者，但其中的28人因为涉嫌用石块攻击的暴力行为，被警察和士兵押到火车站，带到切斯特的法庭进行审判。但是事情并没有就此结束，有的公共团体要求：“我们需要的是现金和面包，而不是票证“。骚乱者们到各家商店索要面包，而商家也几乎满足了他们的要求。市长提议国会议员约翰·切特汉姆将此事提交议会。但是人们并没有此感到宽慰，派送票证的方案不久被废除了。
3月23日，失业工人的暴动骚乱也蔓延至阿什頓安德萊恩、海德和杜金菲尔德等其他几个棉纺产业城镇上，凸显了棉荒的爆炸性社会后果。内政部长接到相关城镇当局的要求，要求提供有关“未来紧急情况下如何获得军事力量”的消息。就连棉花商威廉·拉斯伯恩也在1862年春天向他的儿子报告说：“这里和制造业地区的穷人的处境非常悲惨，而且恐怕还会加剧。”危机如此严重，以至于距离欧洲数千英里孟买商会的商人为了“帮助兰开夏郡困境中的工厂主”而筹集资金。“焦虑”和“忧虑”开始蔓延。

## 公共救济对策
1863年3月，根据英国的《救贫法》，在被认定从事有益工作获得帮助的人们当中，大约有6万或7万妇女参加了缝纫学习，有2万男人和儿童参加了在学校学习。另外还有25,000名男子接受了救济补助，但没有从事任何工作。而对这些人没有工作，却得到援助的做法，当时的人们认为这个做法不妥，而是应该给这些人提供工作。当时虽然有市政当局的公共项目，但是却没有融资方面的支持。而1863年7月2日通过的《公共工程制造区法》，可以使公共机构得到融资进行工程建设，失业的棉纺产业工人们因此得到了工作机会。
因为有了这个法律，兰开夏郡在这段时间搞了一些公共建设。比如现在奥尔德姆市内的奥尔德姆亚历山大公园就是这个时期建成的。更重要的是，作为市政工程的重要项目的下水道，在此之前的排水系统是沿用中世纪以来破旧不堪的古老排水沟，而这次做了重大改造，以此为数百家小作坊提供了卫生设施。此外，市政建设还包括开挖运河，疏通河道，铺设新路。其中用鹅卵石铺成的“鲁利·摩尔”（Rooley Moor）道被称为“棉荒道”。这期间所兴建的公共基础设施成为了今天的兰开夏郡和周边棉纺产业地区的形象。

## 棉荒对世界的影响
“棉荒”的影响迅速向外扩散，重塑了整个行业，并波及更大范围内的社会，从曼彻斯特到亞歷山卓这样的地方都是如此。萨克森棉花制造业城市开姆尼茨的商会在1865年略带夸张地报道说：“贸易史上从来不曾出现如过去四年那样的重大且意义深远的运动。英国以外的其他欧洲各国的棉纺业也受到了影响。法国进口的原棉数量从1860年的60多万包减少到1863年的4,169包。1863年诺曼底地区粗棉纺织厂的纺织机的五分之三处于闲置状态，而生产高质量棉产品的科尔马和贝尔福地区，所有纱锭中的35%和全部织机中的41%处于闲置状态。同一年，法国国家救援委员会估计有25万纺织工人失业。在阿尔萨斯的纺织城镇，已经有人张贴海报，宣称“面包或死亡”（Du pain ou la mort）。……在德意志关税同盟地区，从1861年到1864年，原棉进口下降了大约50%，数百名工厂主把工人打发回家。仅在萨克森，从事棉花产业的约30万人中，三分之一的人在1863年秋天已经失业了，剩下的工作时间很短。…… 在莫斯科，棉花纺纱业中有75%在1863年已经关门了。当时美国驻德意志地区的领事曾说道：“这场战争及其后果是摆在整个文明世界前的一场横祸，没有国家可以完全免受影响，不管它与战场的关联是多么微不足道。”
为了缓和棉荒的影响，分散进口渠道，英国试图通过英属殖民地的印度、埃及和其他的棉花传统地区由当地农民种植的棉花由自给自足转为出口，甚至不惜以牺牲粮食耕地为代价而要求扩大棉花种植面积。曼彻斯特商会一直抱怨政府对棉花缺乏热忱。受挫的制造商试图通过在议会采取行动来增加压力。1862年6月，来自棉花消费地区的议员要求政府加大对印度基础设施建设的投入，以促进棉花向世界市场的转移。在这次辩论上，斯托克波特议员约翰·本杰明·史密斯说：“棉花的供应不仅仅是兰开夏郡的问题——这是一个对整个国家都很重要的问题”
在战争的头两年，印度棉花的价格翻了两番。结果，印度耕种者开始在刚刚清理的土地上种植棉花，并在曾经种植粮食作物的土地上种植棉花。据美国驻加尔各答总领事所说，这种前所未有的对出口农业的投入，造就了“意料之外的大规模供应”。这种农业在战时获利极高，还使得欧洲的棉产品制造商能够获得 一些保持工厂运行所需的原料。印度在1860年只占英国原棉进口量的16%，1857年占法国原棉进口量的1.1%，而到了1862年，英国进口印度原棉进口量上升到了75%，法国上升到了70%。
受棉花价格暴涨的诱惑，除了印度、埃及，在墨西哥以及南美大陆的巴西、阿根廷、秘鲁等地区、奥斯曼帝国的西安纳托利亚、北非的阿尔及利亚、外高加索、中亚地区以及中国都加入了棉花出口大军，这些地区的棉花产量比美国内战前的产量程度不同地翻了番。这些国家的棉花原料除了出口英国，也出口到了法国、俄国。甚至欧洲地区气候温暖的西西里岛上也尝试过种植棉花。不过当美国内战结束后，这些新参与者们当中有些相对来说变得多余，他们种植的棉花再也几乎无人问津。

## 棉荒的结束
随着棉花原料进口新渠道的开拓，在美国内战结束前的1864年8月就有第一批大宗原料抵达，德比郡格洛索普的沃利桥镇的棉纺厂重新开工，起初，工人们是每周四天半工作日，之后逐渐恢复正常。
1865年4月美国内战结束，也终结了85年以来欧洲棉纺织业从未经历过的大动荡。美国前奴隶们庆祝他们获得了自由，欧洲各国棉纺产业制造商们和工人们期待工厂能够再次满额运转，新的棉花能够供应充足。然而投机商人们却感到了不安。利物浦巴林兄弟公司1865年2月向伦敦的同行汇报说：“和平的传言几乎引起了恐慌。”《印度每日新闻》（Indian Daily News）在3月初发行了“号外”刊，报道了北军占领查尔斯顿时，“利物浦一片恐慌。棉花价格跌到一先令”，这种恐慌迅速蔓延到孟买本身。波士顿制冰商卡尔文·史密斯（Calvin W. Smith）从孟买报道说：“我很遗憾地说，我从来没有见过任何人像本地的英国人和帕西人这样拉长了面孔。我们在国内的成功是他们的毁灭。如果这场战争在一年内结束，这个城镇将有更多的人破产，比其他任何一个地方都要多。在过去的四年里，这种疯狂的投机行为此前闻所未闻。”在利物浦也到处都是恐慌。利物浦棉商萨缪尔·史密斯写道：“看到那些购买了精美豪宅和昂贵画廊的男人，现在不得不在‘旗帜下’闲逛，以寻找能从一位老朋友那里寻找借来几尼的机会，真是可怜。”